# Муаннонйоки
Муаннонйоки — река в России, протекает по Суоярвскому району Карелии. Устье реки находится в 95 км по левому берегу реки Уксунйоки. Длина реки — 21 км, площадь водосборного бассейна — 153 км².
В 10 км от устья с правого берега впадает река Аноксенйоки.
Протекает озёра Юля-Сулкиоярви и Ала-Сулкиоярви.

## Данные водного реестра
По данным государственного водного реестра России относится к Балтийскому бассейновому округу, водохозяйственный участок реки — Водные объекты бассейна оз. Ладожское без рр. Волхов, Свирь и Сясь, речной подбассейн реки — Нева и реки бассейна Ладожского озера (без подбассейна Свирь и Волхов, российская часть бассейнов). Относится к речному бассейну реки Нева (включая бассейны рек Онежского и Ладожского озера).
Код объекта в государственном водном реестре — 01040300212102000011204.